# 孫興
孫興（1963年10月16日—），香港男演員，籍貫海南，生於廣州。

## 簡歷
孫興於廣州市出生，在13歲前一直在北京市朝陽區大山子第一小學就學。他在1976年隨父母偷渡到香港定居之後因為家庭問題而輟學。1986年，他參選香港亞視舉行的電視先生選舉（參選前為一名文員），獲選冠軍而簽約亞視進入演藝圈。曾於亞視主持節目及演出劇集，《獅王之王》是孫興參與演出的第一部電視劇。1990年，孫興到臺灣發展，來臺灣後的第一部電視劇是中視《希望之鴿》，以此劇一炮而紅，第二部電視劇是華視《家有仙妻》，又走紅中國大陸。孫興在1994年台視所拍攝的《倚天屠龍記》，飾演楊逍一角而聞名亞洲。

## 涉毒事件
2011年4月15日，孫興在北京的住處被公安以涉嫌吸毒、販毒及藏毒等罪名逮捕。
2022年11月5日，浙江省宁海县迪迪酒吧邀请孙兴参加其举办的营业性演出，其后该酒吧因“未经批准举办营业性演出”，被宁海县文化和广电旅游体育局罚款5万元。

## 電視劇作品

### 電視劇 (亞洲電視)
| 年份   | 作品                          | 角色         | 備註                             |
| ------ | ----------------------------- | ------------ | -------------------------------- |
| 1987年 | 《成吉思汗》                  | 扎木合       |                                  |
| 1987年 | 《香港情》                    | Bob          |                                  |
| 1987年 | 《賭徒》又名《大赢家》        | 祁天就       |                                  |
| 1988年 | 《历代奇女子》                | 伍震宇       |                                  |
| 1988年 | 《铜志本色》                  |              |                                  |
| 1989年 | 《千面俏嬌娃》                |              |                                  |
| 1989年 | 《上海风云》                  | 宫本友和     |                                  |
| 1989年 | 《司機大佬》                  | 冯泰来       |                                  |
| 1989年 | 《大灵界》                    | 伍震宇       |                                  |
| 1989年 | 《塘西故事》                  |              |                                  |
| 1989年 | 《安樂茶飯》                  | 洪家樂       |                                  |
| 1989年 | 《皇家檔案之風蕭蕭/玉石俱焚》 | 周祖業       |                                  |
| 1989年 | 《皇家檔案II之暮年战士》      | 田家勇       |                                  |
| 1989年 | 《皇家檔案III之赤色保镖》     | 何志東       |                                  |
| 1989年 | 《妙探出租》                  | 周谨         |                                  |
| 1990年 | 《還看今朝》                  | 李子霖 (Sam) |                                  |
| 1990年 | 《佳偶天成》                  | 翁伟业       |                                  |
| 1990年 | 《暴雨燃烧》                  | 齐春阳       |                                  |
| 1991年 | 《乖女也瘋狂》                | 陳貴         |                                  |
| 1991年 | 《廟街豪情》                  | 關志勇       |                                  |
| 1992年 | 《伯虎為卿狂》                | 唐伯虎       |                                  |
| 1992年 | 《烈火雄風》                  | 戚俊         | 應該是他在亞視主演的最後一套作品 |
| 2006年 | 《盲俠金魚飛天豬》            | 韦一/毛双    |                                  |

### 電視劇 (無線電視)
| 年份   | 作品         | 角色   | 備註     |
| ------ | ------------ | ------ | -------- |
| 2015年 | 《風雲天地》 | 姚大明 | 王晶監製 |

### 電視劇（中國大陸及台湾的電視頻道）
| 年份   | 首播頻道   | 作品                                   | 角色            |
| ------ | ---------- | -------------------------------------- | --------------- |
| 1990年 | 中視       | 《希望之鴿》                           | 原田浩二        |
| 1990年 | 中視       | 《傾城之戀》                           |                 |
| 1991年 | 華視       | 《家有仙妻》                           | 沈公子          |
| 1991年 | 中視       | 《玫瑰芳心》                           | 柳鎬偉          |
| 1992年 | 華視       | 《神仙老爸》                           | 周浩天          |
| 1993年 | 台視       | 《倚天屠龍記》                         | 楊逍            |
| 1993年 | 中視       | 《玫瑰豪情》                           | 石爾文          |
| 1994年 | 華視       | 《七俠五義》                           | 錦毛鼠白玉堂    |
| 1994年 | 華視       | 《窈窕奶爸》                           | 李漢郎          |
| 1994年 | 中視       | 《破鏡邊緣》                           | 康莊            |
| 1994年 | 華視       | 《霸王花》                             | 陆雨            |
| 1995年 | 中視       | 《今生情未了》                         | 沈家骏          |
| 1995年 | 超視       | 《台湾重案录》之战龙在野               |                 |
| 1996年 | 中視       | 《天師鍾馗》之蝴蝶梦                   | 丁宇            |
| 1996年 | 台視       | 《今生今世》 港譯:《孤星情仇》         | 秦守成          |
| 1996年 | 華視       | 《台湾灵异事件》之螂心                 | 徐志明          |
| 1996年 |            | 《摩登绝代双娇》                       | 孙大智          |
| 1996年 | 三立都會台 | 《计中计状元财》—芙蓉恨                | 卓肇航          |
| 1997年 | 民視       | 《儂本多情》                           | 馬賢良          |
| 1998年 | 超視       | 《家有仙妻2》                          | 沈立企公子      |
| 1998年 | 台視       | 《神鵰俠侶》                           | 郭靖            |
| 1998年 | 中視       | 《花木兰》                             | 蘇吉利 ( 灶神 ) |
| 1998年 | 中視       | 《女巡按》                             | 段玉            |
| 1998年 |            | 《煙雨紅塵》                           | 章杰            |
| 1998年 | 民視       | 《星座男女》男狮子VS女牡羊(同個屋簷下) |                 |
| 1998年 | 民視       | 《江山美人》                           | 小宁王          |
| 1999年 | 中視       | 《孽女花》                             | 畫廊老闆蔡漢霖  |
| 1999年 | 台視       | 《小迷糊闖江湖》                       | 赵达海          |
| 1999年 | 超視       | 《冬天的童話》                         | 李唯克          |
| 1999年 | 超視       | 《一千个秋天》又名：秋天的童話         | 文立风          |
| 1999年 | 華視       | 《土地公傳奇》之善蛇斗蛇妖             | 白敬天          |
| 1999年 | ？         | 《欲望》                               | 白子強          |
| 1999年 | ？         | 《春光燦爛豬八戒》                     | 太白金星        |
| 1999年 |            | 《倾城之恋》                           | 刘成            |
| 1999年 | 台視       | 《女人的故事之我们结婚好吗》           | 于晨浩          |
| 2000年 | 台視       | 《包公出巡》                           | 柳啸云          |
| 2000年 | 中視       | 《笑傲江湖》                           | 田伯光          |
| 2000年 | 華視       | 《女生向前走》                         | 卢俊发（老驴）  |
| 2000年 |            | 《用尽一生的爱》                       | 夏圣礼          |
| 2001年 |            | 《步步高升》又名《乌龙钦差》           | 青杉客          |
| 2001年 |            | 《風雲世家》                           | 大卫潘          |
| 2002年 | 中視       | 《如來神掌》                           | 古劍魂          |
| 2002年 |            | 《奇缘背后》                           | 谢健豪          |
| 2003年 | 衛視中文台 | 《第8號當舖》                          | 林賢堂          |
| 2003年 | 中视       | 《風雲雄霸天下》                       | 無名            |
| 2003年 | 華视       | 《至尊紅顏》                           | 长孙无忌        |
| 2003年 | 中視       | 《飞刀，又见飞刀》                     | 薛青碧          |
| 2003年 |            | 《都市東遊記》                         | 孫天堅          |
| 2004年 | 浙江影视   | 《101次求婚》                          | 鄭金泰          |
| 2004年 | 中視       | 《風雲II》                             | 雄霸            |
| 2004年 | 華视       | 《紫藤戀》                             | 趙爾翔          |
| 2004年 | ？         | 《我的武林男友》                       | 左無嗔          |
| 2004年 |            | 《中华英雄》                           | 醉颠            |
| 2004年 | 公視       | 《公視人生劇展》－手機有鬼             |                 |
| 2004年 | 中視       | 《女人要有钱》                         | 李朝阳          |
| 2004年 |            | 《嗨，亲爱的》                         | 徐树德          |
| 2005年 | 台视       | 《王子变青蛙》                         | 袁总            |
| 2005年 |            | 《盲俠金魚飛天豬(斷腸劍)》             | 韋一/毛雙       |
| 2005年 |            | 《地下铁》                             | 程高            |
| 2006年 | 公視       | 《米可，GO！》                         | 黃一峰          |
| 2006年 | ？         | 《鐵將軍阿貴》                         | 阿貴            |
| 2006年 |            | 《天下第一媒》                         | 都元敬          |
| 2006年 |            | 《再生緣》                             | 劉捷            |
| 2006年 |            | 《乱世女儿红》                         | 唐义山          |
| 2007年 | 中視       | 《聊齋奇女子》                         | 林戚桐太守      |
| 2007年 |            | 《最后的格格》                         | 沈世豪          |
| 2007年 |            | 《还君明珠》                           | 马骏            |
| 2007年 |            | 《边缘追缉》                           | 王健（中年）    |
| 2007年 |            | 《壮士出征》                           | 于得水          |
| 2008年 |            | 《幸福3+2》                            | 姚明远          |
| 2009年 |            | 《家有外星人》                         | 唐朝            |
| 2009年 |            | 《钻石豪门》                           | 于伯涛          |
| 2009年 |            | 《侬本多情》                           | 乔显农          |
| 2009年 |            | 《牛郎织女》                           | 灶王爷          |
| 2009年 |            | 《时尚王国》                           | 设计师          |
| 2010年 |            | 《女娲传说之灵珠》                     | 幽冥鬼帝        |
| 2010年 |            | 《公元一九四九·湖南》                  | 陈明仁          |
| 2010年 |            | 《家有外星人2》                        | 唐朝            |
| 2018年 |            | 《因为爱你》(2012年拍攝)               | 秦父            |

## 音樂
- 1991年《可達心裡面》(點將唱片)

## 主持作品
- 台視《女丑劇場》
- 第28屆金馬獎頒獎典禮 (台視轉播，與張月麗合作主持星光大道)

## 電影作品
- 1990年《快樂的小雞》
- 1990年《紅場飛龍》
- 1992年《剃刀情人》
- 1994年《梁祝》
- 1996年《癲馬女郎之一夜情》飾 迪奇
- 1998年《給太太打工》
- 2002年《非常浪漫》
- 2009年《建國大業》飾 杜聿明
- 2011年《喜劇王》
- 2012年《孪生密码》
- 2019年《藥神皇太子-龍之刺》(網絡電影) 飾 皇上
- 2019年《乾坤镯》
- 2019年《戀戀風車》
- 2022年《售命》 飾

## 譯注與參考文獻
1. ↑  刘利生主编. . 西安：陕西科学技术出版社. 2008: 76. ISBN 978-7-5369-4333-9.
2. ↑  蒋为民主编；刘凝等撰稿. . 上海：上海三联书店. 2004.10: 33–34. ISBN 7-5426-1978-0.
3. ↑  莫少聰.孫興 同一天遭爆吸毒! （页面存档备份，存于）(華視新聞，2011年4月18日查閱)
4. ↑  與孫興涉毒收監 莫少聰：被陷害 （页面存档备份，存于）(蘋果動新聞YouTube官方頻道，2011年4月19日查閱)
5. ↑  . 每日经济新闻. 2023-06-15  [2023-06-15]. （原始内容存档于2023-06-16）.